# 赵成珍
赵成珍 （韓語：조성진，1994年5月28日—），韩国钢琴家。

## 获得奖项
- 2008 - 国际青少年肖邦国际钢琴比赛一等奖
- 2009 - 滨松国际钢琴比赛一等奖[1]
- 2011 - 柴可夫斯基国际音乐比赛（钢琴）铜牌（三等奖）
- 2014 - 亞瑟·魯賓斯坦國際鋼琴大賽三等奖[2]
- 2015 - 第十七届肖邦国际钢琴比赛冠軍[3]